# 潘玉児

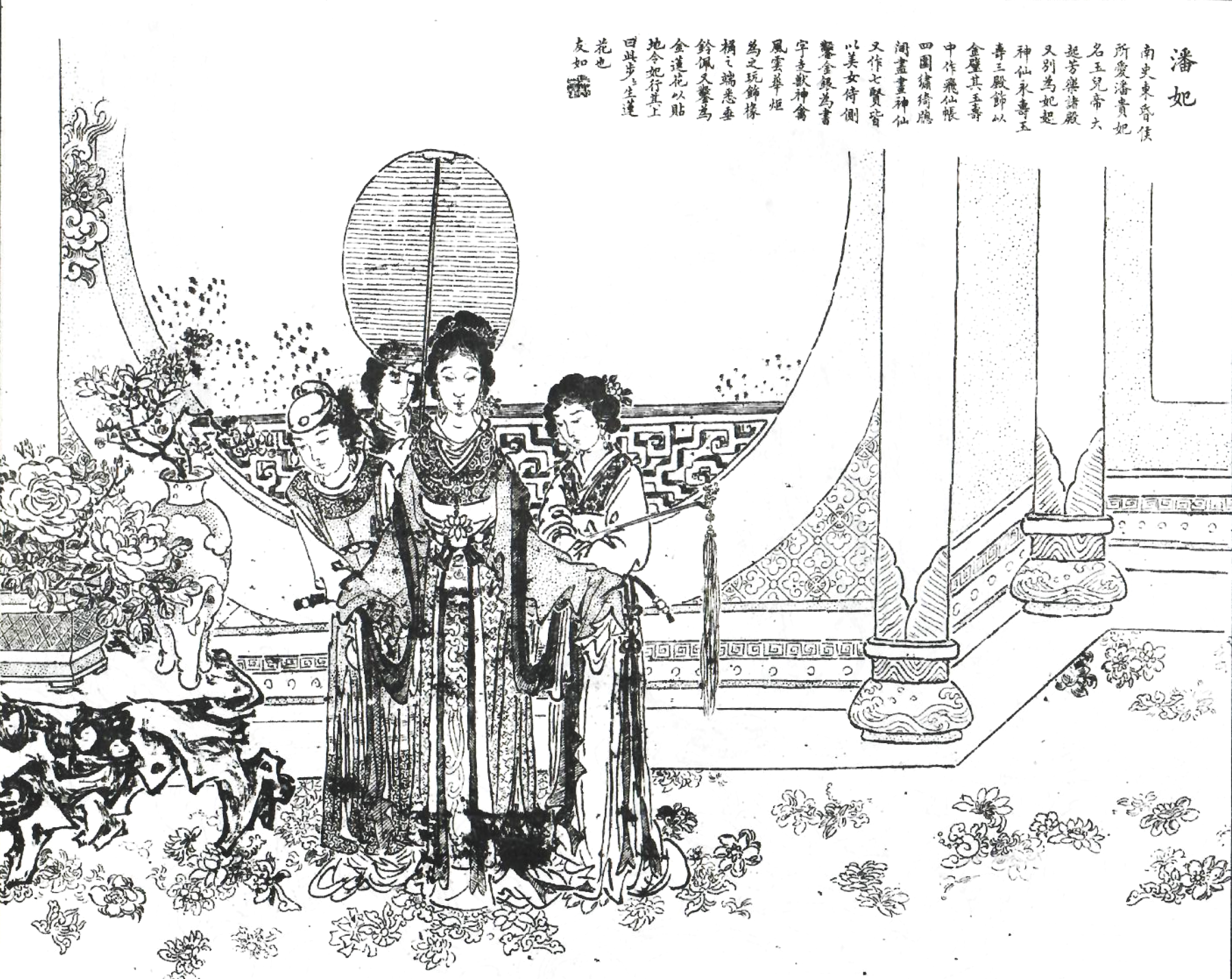
潘妃（『古今百美図』）

潘 玉児（はん ぎょくじ 、? - 501年）は、中国南朝斉の東昏侯蕭宝巻の貴妃（側室）。潘貴妃、潘妃、兪妮子とも呼ばれる。
中国の歴史上、傾国の美女として知られる一人。『百美新詠図伝』では、歴朝で最も名高い美人百人に選ばれている。

## 生涯
もとの姓名は兪妮子。元は大司馬王敬則の歌妓であった。蕭宝巻に見初められ、潘と改姓し、後宮に入って貴妃になった。
皇太子蕭誦の生母の黄淑儀が早世したため、蕭宝巻は潘玉児に養子として育てさせた。潘玉児は足の小さかったため、蕭宝巻は庭園の歩道を黄金で作った蓮の花で敷き詰めその上を歩かせた。裸足の潘玉児が金色の蓮の花の上を歩く姿に陶然となった。その後、蕭宝巻との間には女児を産んだが、夭折した。
永元3年（501年）、蕭衍は蕭宝巻を弑し、後に和帝から禅譲を受けて皇帝として即位して南朝梁を建立した。蕭衍は潘玉児を自分の側室にしようとした。侍中の王茂は潘玉児が傾国の美女であったという理由で反対し、取りやめた。軍人の田安は潘玉児を娶りたいと願い出たため、潘玉児は「君主の恩情を受け、下等人間と再婚できるわけがない、いっそ死んでしまおう」と言い、そこで縊り殺された。

## 伝記資料
- 『南史』巻55 列伝第45